# Les Sources (album)
Pour la municipalité canadienne, voir Les Sources.
Albums de Vanessa Paradis
Love Songs Tour
(2014)
Singles
- Ces mots simples 14 septembre 2018
- Les sources 16 novembre 2018
- Chéri 16 novembre 2018
- Kiev décembre 2018
- La Plage avril 2019modifier

Les Sources est le septième album studio de Vanessa Paradis, sorti le 16 novembre 2018 chez Barclay, label d'Universal Music France. Il a été réalisé par Paul Butler, leader du groupe The Bees.

## Liste des titres
L'album contient 12 titres
| No  | Titre                       | Paroles           | Musique           | Durée |
| --- | --------------------------- | ----------------- | ----------------- | ----- |
| 1.  | Les Sources                 |                   | Vanessa Paradis   | 0:59  |
| 2.  | Kiev                        | Samuel Benchetrit | Samuel Benchetrit | 3:52  |
| 3.  | La Plage                    | Fabio Viscogliosi | Fabio Viscogliosi | 4:10  |
| 4.  | Ces mots simples            | Samuel Benchetrit | Samuel Benchetrit | 2:55  |
| 5.  | C'est dire                  | Samuel Benchetrit | Samuel Benchetrit | 4:44  |
| 6.  | On oubliera                 | Samuel Benchetrit | Vanessa Paradis   | 4:23  |
| 7.  | Mio cuore                   | Fabio Viscogliosi | Fabio Viscogliosi | 2:59  |
| 8.  | Ce que le vent nous souffle | Adrien Gallo      | Adrien Gallo      | 3:01  |
| 9.  | Dans notre monde            | Samuel Benchetrit | Samuel Benchetrit | 3:35  |
| 10. | Si loin, si proche          | Samuel Benchetrit | Vanessa Paradis   | 3:08  |
| 11. | À la hauteur de mes bas     | Adrien Gallo      | Adrien Gallo      | 3:59  |
| 12. | Chéri                       | Vanessa Paradis   | Vanessa Paradis   | 4:26  |